# Megistotherium
Megistotherium is een vertegenwoordiger van de uitgestorven Creodonta, een groep van uitgestorven roofdieren. Dit dier leefde tijdens het Vroeg-Mioceen (ongeveer 23 miljoen jaar geleden) in Libië en Egypte en Megistotherium wordt gezien als een van de grootste landroofzoogdieren, zo niet het grootste, aller tijden. 
Megistotherium had vermoedelijk een lengte van vier meter en een gewicht van negenhonderd kilo. Alleen de schedel met de grote kaken was al meer dan zestig centimeter lang, tweemaal zo groot als die van een hedendaagse tijger. De tanden waren scherp, net als de grote klauwen. De herseninhoud was gering. Het is niet geheel duidelijk of Megistotherium een actieve jager, een aaseter of een omnivoor was. Indien dit roofdier een actieve jager was, moet het in staat zijn geweest om zelfs olifanten te doden. Olifanten, zelf gedood of als aas, stonden in ieder geval wel op het menu van Megistotherium, aangezien er tandafdrukken van dit reusachtige roofdier op olifantenbotten zijn gevonden.